# Ismailowoer Park

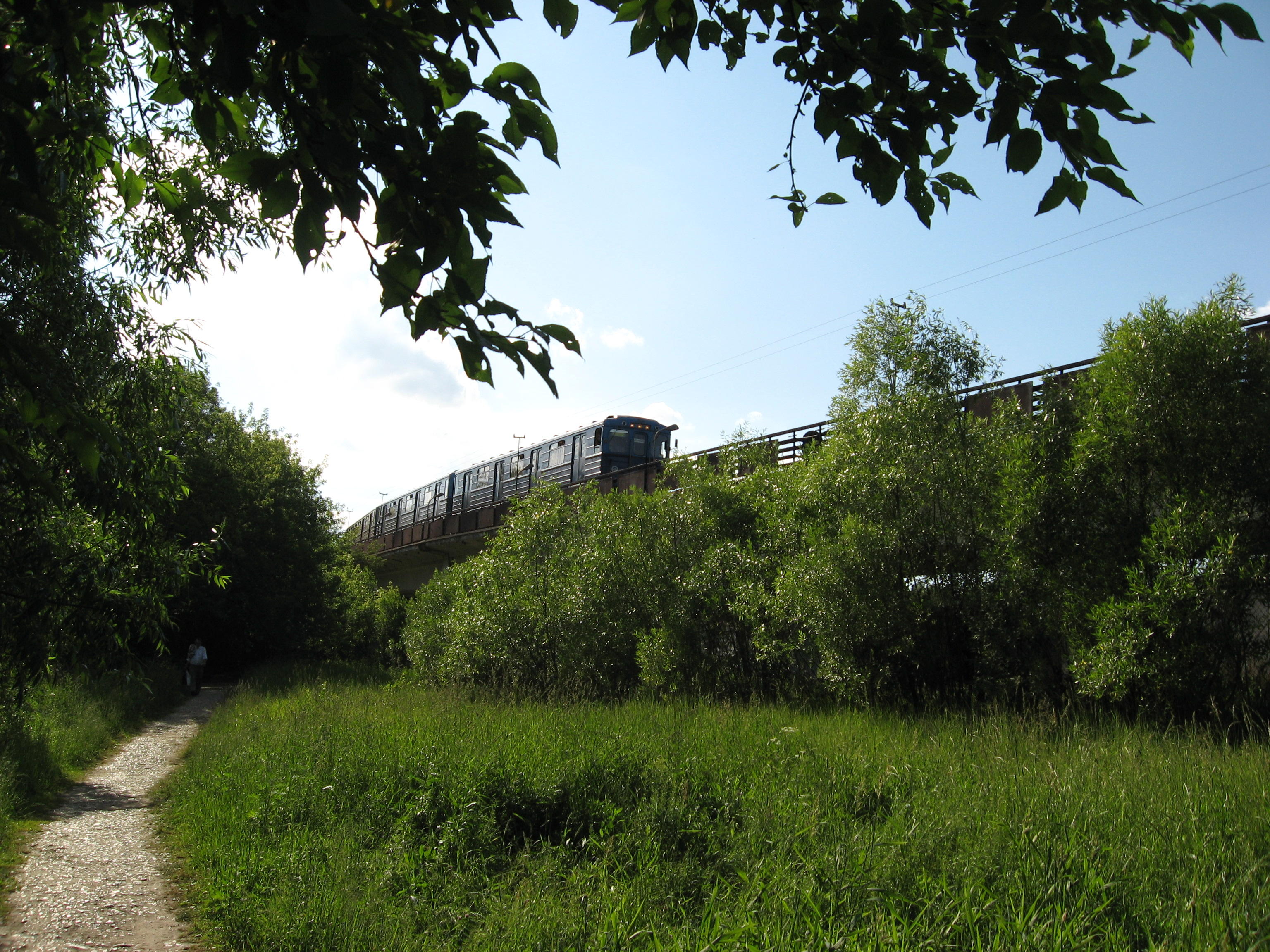
U-Bahn-Viadukt der APL am Nordrand des Ismailowoer Parks

Der Ismailowoer Park (russisch Изма́йловский парк) ist einer der größten Parks und Stadtwälder in Moskau. Er liegt im Östlichen Verwaltungsbezirk der Stadt und gilt als wichtiges Naherholungsgebiet.
Der Park setzt sich zusammen aus dem Ismailowoer Kultur- und Erholungspark (Измайловский парк культуры и отдыха) und dem Ismailowoer Stadtwald (Измайловский лес). Der erstere befindet sich im westlichen Teil des Parkgeländes und dient mit seiner Vielzahl an Cafés, Teichen mit Bootsverleihstationen, Karussells, Sport- und Kinderspielplätzen vor allem als Vergnügungspark, ähnlich dem Gorki-Park im Zentrum Moskaus. Östlich der Hauptallee erstreckt sich auf gut 1530 Hektar Fläche der Stadtwald. Er ging aus Urwaldflächen eines ehemaligen Adelssitzes hervor, dessen Bewohner ihn gerne als Jagdrevier genutzt hatten. Noch heute ist dieser Wald einer der größten seiner Art in der russischen Hauptstadt und dient als Lebensraum für Hunderte Pflanzenarten, 65 Brutvogelarten sowie in der Stadt sonst selten vorkommende Wildtiere wie Marder, Wiesel oder Feldhase.
Nach dem Ismailowoer Park war früher die U-Bahn-Station Partisanskaja benannt, die bis 2005 Ismailowski Park hieß. Der dem Stadtwaldteil des Parks am nächsten gelegene U-Bahnhof ist jedoch die oberirdische und direkt an den Park angrenzende Station Ismailowskaja.